# Friedrich Wilhelm, Duce de Mecklenburg-Schwerin
Friedrich Wilhelm I, Duce de Mecklenburg-Schwerin  (28 martie 1675 – 31 iulie 1713) a fost Duce de Mecklenburg din 1692 până în 1713.

## Biografie
Friedrich Wilhelm a fost fiul cel mare al Prințului Friedrich, Duce de Mecklenburg-Grabow și al Christinei Wilhelmine de Hesse-Homburg (1653–1722). El a fost nepot de frate al Ducelui Christian Ludwig, care nu avea moștenitori. El și-a succedat unchiul la 31 iunie 1692 ca regent al porțiunii Schwerin a ducatului de Mecklenburg. După stingerea liniei de Mecklenburg-Güstrow prin decesul Ducelui Gustav Adolph în 1695, Friedrich Wilhelm a devenit implicat într-o violentă dispută de succesiune cu unchiul său,  Adolf Frederick al II-lea, dispută care a escaladat rapid.
A adus țara la un pas de război civil și numai intervenția puterilor străine a aranjat lucrurile. Disputa s-a încheiat în 1701 prin compromisul Hamburg. Mecklenburg a fost din nou împărțită în două părți, cu autonomie limitată. Cele două sub-principate, Mecklenburg-Strelitz și Mecklenburg-Schwerin, au existat până în 1918. De asemenea, compromisul a introdus dreptul de succesiune al primului născut a dinastiei.
Friedrich Wilhelm s-a căsătorit cu Sophie Charlotte de Hesse-Kassel la 2 ianuarie 1704, la Kassel. Ea era fiica lui Karl I, Landgraf de Hesse-Kassel. Cuplul nu a avut copii.
Friedrich Wilhelm a avut numeroase metrese, cu care a avut cel puțin nouă copii, inclusiv:
- Karl Ludwig von Mecklenburg (d. 1703)
- Sophie Hedwig (n. 24 septembrie 1673 - d. 21 iunie 1746); s-a căsătorit cu Karl Gustav I von Maltzahn (1663-1713)
- Margaretha Dorothea Gredler (d. 1744, Dömitz)

Friedrich Wilhelm  a murit la Mainz la 31 iulie 1713, la vârsta de 38 de ani. 